# Henri Kréa
Henri Kréa ist das Pseudonym von Henri Marcel Amar Cachin (geboren 6. November 1933 in Algier; gestorben 8. Dezember 2000 in Paris). Er war ein algerisch-französischer Schriftsteller und Journalist und engagierte sich für die algerische Unabhängigkeit. Seine literarischen Werke beschäftigen sich mit Themen wie Entfremdung und Identität, Natur, Heldentum sowie moralischem und sozialem Wandel in Algerien.

## Leben

### Ausbildung und Broterwerb
Henris Vater, der Chirurg Charles Cachin (Sohn des Gründers der Parti communiste français (PCF), Marcel Cachin), absolvierte seinen Militärdienst in Algier, wo er die Mutter von Henri kennenlernte. Charles Cachin verließ beide nach Henris Geburt, ging zurück nach Paris, schloss sein Medizinstudium 1937 ab, wurde Chirurg und heiratete in erster Ehe Ginette Signac, die Tochter des Malers Paul Signac. Henri Kréa ist daher Halbbruder der Kunsthistorikerin Françoise Cachin. Er hatte zeitlebens keinen Kontakt zu seinem Vater – auch nicht, als er selbst in Paris lebte. Er benutzte für Veröffentlichungen den pseudonymen Nachnamen Kréa in Anlehnung an das Chréa-Gebirge bei Blida, woher seine Mutter stammte. 
Nach der Sekundarschulbildung in Algier besuchte Kréa das Lycée Henri-IV in Paris. Er ließ sich dort nieder und verdiente seit 1956 seinen Lebensunterhalt als Journalist, vor allem bei der Tageszeitung France Soir und dem Magazin Télé 7 jours.

### Schriftsteller
Anfangs suchte er zur literarischen Inspiration die Nähe der Surrealisten und lernte André Breton kennen. Er verkehrte auch mit den algerischen, in Frankreich lebenden Schriftstellern Malek Haddad, Kateb Yacine und dem Maler Abdallah Benanteur, der einen seiner Gedichtbände illustrierte.
Anfang der 1950er Jahre begann Kréa Theaterstücke zu veröffentlichen und engagierte sich gleichzeitig für die Unabhängigkeit Algeriens. Als Mitglied der Algerischen Kommunistischen Partei verfasste er 1957 ein kurzes Manifest mit dem Titel La Révolution et la poésie sont une seule et même chose (Die Revolution und die Poesie sind ein und dasselbe), das von Pierre-Jean Oswald veröffentlicht wurde. 1958 veröffentlichte er das revolutionäre Theaterstück mit dem Titel Le Séisme (Das Erdbeben).
Nach einem Aufenthalt in Florenz, traf er sich in Paris mit der Gruppe um Robert Antelme, Marguerite Duras et Dionys Mascolo, die das Manifest der 121 verfassten, das auch Kréa unterzeichnete. Es forderte das Recht auf Kriegsdienstverweigerung im Algerienkrieg.
1961 erschien sein Hauptwerk, der Roman Djamal. Die Hauptfigur des Romans entstammt der Ehe eines Franzosen und einer Algerierin, sinnbildlich für die Mischkultur Algeriens. Kréa versuchte auch eine Literatur in kreolisiertem Französisch zu entwickeln, hatte damit aber keinen Erfolg.
Der Schriftsteller Gabriel Audisio beschrieb Kréas Texte als „gewalttätige Schönheiten“, die vom Widerstand im Untergrund und später vom Krieg seines Volkes inspiriert wurden. Kréas freie Verse sind auch beeinflusst von der Bildhaftigkeit Lautréamonts und Aimé Césaires.

## Werke (Auswahl)
Kréa gehört zu den französisch schreibenden algerischen Schriftstellern. Keiner seiner Texte wurde ins Deutsche übersetzt.
Lyrik
Kréa veröffentlichte rund 20 Lyrikbände. In Liberté première geht es vor allem um den algerischen Unabhängigkeitskampf.
- Liberté première. P.-J. Oswald, Paris 1957.
- La Leçon des ténèbres. Spartacus, 1957.
- Inconnues. La Poésie, 1965.
- Diluviennes. Éditions universitaires, 1966.
- Les Nuages de Magellan. La Poésie rare, 1966.
- Poèmes en forme de vertige. Seghers, 1967.

Roman
- Djamal. Calmann-Lévy, 1961.
- Tombeau de Jugurtha. SNED, 1968.

Theaterstücke
- Le Séisme au bord de la rivière. P.-J. Oswald, Paris 1958.
- Le Ravin de la femme sauvage. P.-J. Oswald, Paris 1959.

Andere Texte
- La révolution et la poésie sont une seule et même chose. P.-J. Oswald, Paris 1957.
- La Conjuration des égaux. Présence africaine, 1964.